# 岩崎和夫
岩崎 和夫（いわさき かずお、1953年〈昭和28年〉10月2日 - ）は、関西を中心に活動するフリーアナウンサー、元ラジオ関西アナウンサー、俳優養成所講師。

## 概要
- 東京都板橋区[1]生まれ。東京都北区で幼少期を過ごした後、1964年3月頃[注釈 1]に母親の実家がある奈良県へ引っ越す[1]。
- 三重大学教育学部卒[3][4]。
- 愛称はひねくれ岩ちゃん (ひねくれいわちゃん)。高座名は「ひねくれ亭岩助 (ひねくれてい いわすけ)」。
- 大学卒業後は、奈良県御所市内の公立中学校の理科教師（地方公務員）を経て、1979年にラジオ関西に入社。
- ラジオ関西退社後、2005年から2018年までは大阪テレビタレントビューローに所属[注釈 2]。イベント司会としても活動の場を広げる。
- 青二塾大阪校の講師や同志社女子大学、関西国際大学での非常勤講師として勤務。過去には神戸電子専門学校や神戸山手大学で講師として勤務していたこともある[5]。

### 人物
- 中学校での教え子に、元・読売ジャイアンツの吉村禎章がいた。後年、アナウンサーとして高校野球大会の抽選会に取材に行ったところ、PL学園に在籍していた吉村に遭遇して「先生、こんな所で何してんのん」と尋ねられるエピソードもあった[1]。
- 中学校教師としての限界を覚えつつあった頃、転職をするならアナウンサー職を、という理由から教職の仕事をしながら大阪のアナウンススクールに通い、ラジオ関西の中途採用試験に合格を果たし、アナウンサーとして1979年に入社[1]。当時の入社同期の中に、現・フリーアナウンサーの三上公也がいる[6]。
- 当時のラジオ関西が中途採用試験を実施した背景には、『ラジオ日本ジャイアンツナイター・ラジオ関西ゴールデンナイター』で雨天予備カード、放送権のなかったヤクルトスワローズ・横浜大洋ホエールズ主催の読売ジャイアンツ戦の裏開催時、セ・リーグの試合の非開催時などに編成したパ・リーグ中継のうち、当時関西を本拠とした阪急ブレーブス、近鉄バファローズ、南海ホークスの3球団の主催試合や、広島東洋カープ主催試合の一部をラジオ関西が担当するため[注釈 3]、その実況アナウンサー要員を必要としていたためである[1]。
- ラジオ関西に入社した岩崎は、スポーツアナとしての教育を受けていたが、結局当のパ・リーグ中継の実況は他のアナウンサーの担当となった[1]。他方、ナイター・オフ期の番組を担当してアニソンを流すコーナーを始めたことがきっかけとなって、自身が企画・構成など一切を行うアニソン番組へ活躍の場を広げることとなった[6]。
- 1986年、アニメソングに特化した番組『アニメ玉手箱』を担当、アニメソングをフルコーラスを流すスタイルが評判を呼ぶ[1]。1989年4月には時間枠を拡大して『青春ラジメニア』としてリニューアルされ、現在に至るまで30年以上の長寿番組となり、アニラジ業界に及ばず、アニソン歌手や声優、アニメ制作関係者などにも大きな影響力を持つに至る[7]。2022年3月をもって32年間（『アニメ玉手箱』時代からは35年間）続けてきた『青春ラジメニア』のパーソナリティを勇退した[8][9]。
- 作家・コラムニストの竹内義和と親交を持ち、毎月第4火曜日にアワーズルームで「イワタケ大放談」を開催している。

## 過去の出演番組

### ラジオ関西
- 青春ラジメニア
- アニメ玉手箱[2]
- 歌謡曲まかせなさい（金曜日）
- 歌謡天国
- こちら社町です
- テレテレサタデーリクエスト[2]
- AM KOBE ラジオべんべけべん!
- ラジオ・パンプキン
- KOBE AFTERNOON CLUB（木曜日）
- チャチャラジオ 岩ちゃん（2004年8月に降板）
- 岩崎和夫の情報アサイチ!
- ラジオ関西ニュース（毎週金曜担当）
- ラジメニ玉手箱R(青春ラジメニアウェブサイト、ラジオクラウドでの配信限定)

### ラジオ関西以外
- 最強!ドリーム百貨店（瀬戸内海放送、ナレーションを担当）
- FMみっきぃ・BAN-BANラジオ共同企画「大人の子どもの日スペシャル」(FMみっきぃ・BAN-BANラジオ)
- はごろもフーズ『シーチキンチキン』WebCM - ナレーション[10]

## 歌
- 「リスナーさんにありがとう」 - （南かおり、田中公平、吉田古奈美と）アルバム「ラジオ英雄伝」
- 「GO! 岩レンジャー!」 - アルバム「青春ラジメニア おかげSUMMER CDスペシャル PartI」
- 「岩レンジャー 〜愛のテーマ〜」 - （「岩レンジャーと名谷ロマンチカ」名義で）アルバム「青春ラジメニア おかげSUMMER CDスペシャル PartII」
- 「飯田線のバラード」 - アルバム「ラジオがだいすき」
- 「真冬の流れ星」-（WITH YOUとして）